# Laya
Laya è un villaggio del Gewog di Laya nel Distretto di Gasa nel nord-ovest del Bhutan. È abitato dalla popolazione indigena dei Layap.
Le sole infrastrutture presenti nel villaggio sono un dispensario con una radio ed una scuola, che conta 93 studenti e 7 insegnanti, quasi tutti indiani.